# Чудовища (фильм)
«Чудовища» (итал. I Mostri) — кинокомедия итальянского режиссёра Дино Ризи. Премьера фильма в Италии состоялась в октябре 1963 года.

## Тема и структура
Фильм представляет собой мозаику из отдельных эпизодов (всего их двадцать) разной протяженности и драматургии. Некоторые из них содержат едкую социальную сатиру, другие больше похожи на экранизированные анекдоты, третьи связаны с традицией водевиля, четвёртые скорее печальны, чем комичны. Структура «Чудовищ» напоминает о традиции популярного в эпоху Возрождения в Италии жанра новеллистической книги. Эпизоды фильма объединены местом действия — Рим и временем — начало 1960-х годов.

## Все сюжеты
- 1) Воспитание чувств. Отец учит сына поступать вопреки Заповедям. Проходит десять лет, и согласно содержанию газетной статьи — сын грабит и убивает отца[1].
- 2) Чудовище. Тщедушного, дегенеративного убийцу своих родных выволакивают из дома два здоровенных урода-карабинера и позируют перед фоторепортёрами.
- 3) Рекомендация. Богатый промышленник противостоит ухаживаниям кавалеров за своей рано созревшей дочерью, но делает исключение для стареющего донжуана, который помогает ему разрешить его проблемы (в другой версии фильма: знаменитый актер дает по телефону сначала положительную рекомендацию  коллеге, а затем губит его карьеру, потому что он якобы приносит несчастья).
- 4) Как настоящий отец. Друг приходит к другу просить совета, как поступить с неверной супругой. Дав обещание поговорить с той «по-отцовски», друг возвращается в постель, где его ждёт та самая неверная жена.
- 5) Синема-верите. В интересах съёмки «неореалистического» фильма старуху многократно швыряют в бассейн.
- 6) Бедный солдатик. Опознав тело своей сестры, убитой проститутки, бедняга отправляется в редакцию газеты, чтобы выгодно продать её интимный дневник.
- 7) Собачья жизнь. Обитатель бидонвиля оставляет свою беременную жену вместе с больным ребёнком (который раз не оплатив при этом визит врача) и тратит последние копейки на футбольный матч.
- 8) Один день из жизни депутата. Депутат от христианских демократов, которому старый генерал хочет изложить историю мошенничества в высших эшелонах власти, делает всё, чтобы свести к нулю возможные последствия доклада.
- 9) Любовники на римский манер. Двое молодых людей на пляже рассеянно ласкают сидящую меж ними девушку. Та уходит, и их руки переплетаются.
- 10) Добровольный свидетель. Желая дать свидетельские показания в ходе судебного разбирательства, герой становится объектом унижений и издевательств со стороны адвоката обвиняемого.
- 11) Сироты.  Слепой и его поводырь зарабатывают на жизнь, собирая милостыню. Врач-офтальмолог берется вернуть слепому нищему зрение. Поводырь тут же уводит своего подопечного в другой район города.
- 12) Засада. Полицейский выслеживает нарушителей, спрятавшись за газетным киоском, чтобы выписать им штраф.
- 13) Дух самопожертвования. Женатый мужчина  порывает с любовницей и убеждает её, что сделал это для её же собственного блага.
- 14) Вернисаж. Чтобы отпраздновать приобретение нового автомобиля, покупатель, образцовый семьянин, тут же отправляется к проституткам.
- 15) Муза. Дама-председатель литературного конкурса присуждает первое место молодому крестьянину, на которого она «положила глаз».
- 16) Трава забвения. На кинопросмотре сцена расстрела фашистами участников Сопротивления на фоне стены наводит героя на размышления о том, как должна выглядеть его строящаяся вилла.
- 17) Улица для всех. Пешеход, с трудом перейдя через оживлённую улицу и понося на чём свет стоит автомобилистов, садится за руль и даёт газу, едва не задавив пару-тройку зазевавшихся прохожих.
- 18) Опиум для народа. Красотка-жена приводит в дом любовника; муж сидит в соседней комнате, но так поглощён созерцанием телеэкрана, что полностью игнорирует происходящее рядом.
- 19) Завещание Св. Франциска. Священник в парикмахерской долго приводит себя в порядок, а затем в телепередаче рассуждает о простоте и самоуничижении.
- 20) Высокое искусство. Бывший боксёр Гварначчи убеждает своего приятеля, тоже бывшего боксера Антинори, выйти на ринг и продержаться пару раундов против чемпиона ради вознаграждения. Чемпион наносит страшный удар Антинори, тот искалечен и впадает в идиотизм. В последней сцене фильма Гварначчи катит по пляжу инвалидное кресло, в котором сидит Антинори.

## Актёры
Фильм «Чудовища» — двойной бенефис Уго Тоньяцци и Витторио Гассмана. Особенно ярким оказался калейдоскоп ролей, сыгранных Гассманом, включая женскую роль (эпизод 15). Кроме того, в эпизоде «Опиум для народа» снялась французская актриса Мишель Мерсье и Марино Мазе.

## Интересные факты
- В первой новелле — «Воспитание чувств» — роль мальчика сыграл сын актёра Уго Тоньяцци, ныне известный кинорежиссёр Рикки Тоньяцци.
- В 1977 году в продолжение «Чудовищ» был снят фильм «Новые чудовища» (режиссёры — Д. Ризи, М. Моничелли и Э. Скола).
- Во время МКФ в Венеции 2008 года фильм был показан с двумя дополнительными, ранее не демонстрировавшимися эпизодами.

## Актуальность фильма
По мнению Жака Лурселя, наряду с картиной «Обгон» этот фильм «знаменует собой рождение «комедии по-итальянски», в данном случае — в виде альманаха. Это направление, которому суждено будет прожить всего десяток лет, приводит к двойному обновлению: в комедийном жанре и в структуре фильмов-альманахов».
Во многих отношениях фильм и поныне не утратил своей актуальности. Сказанное относится не только к Италии. Современному москвичу, как и римлянину, перейти улицу ничуть не легче, чем персонажу Витторио Гассмана. Оглупляющее влияние телевизионного «опиума для народа» сегодня выражено куда как сильнее, чем во времена незадачливого рогоносца в исполнении Уго Тоньяцци. Наконец, погоня за деньгами по-прежнему оказывается ведущей мотивацией в поведении «маленьких» и «крупных» буржуа.